# 鄭霜雪
鄭霜雪（ZHENG Shuangxue，1992年1月5日-）四川省西昌人，中國女子跳水運動員。

## 簡歷
鄭霜雪在5歲時（1997年）進入凉山州游泳俱樂部學游泳，至2000年8月，被選送到四川省運動技術學院游泳學校業餘跳水隊轉習跳水。2004年2月，她首次入選四川省跳水隊；更在同年10月入選國家跳水集訓隊。
2005年8月，只有13歲的鄭霜雪參加在汕頭舉行的全國跳水冠軍巡迴賽，贏得女子雙人10米跳台冠軍。

## 主要成績
- 2010年 亞洲運動會 女子1米跳板 銀牌